# 扎利尼內
49°10′27″N 35°6′43″E / 49.17417°N 35.11194°E
扎利尼內（羅馬化：Zaliniine）是位於烏克蘭東部的村莊，由哈爾科夫州别列斯京区的扎切皮利夫卡市鎮負責管轄。該村始建於1775年，面積3.59平方公里，海拔高度74米，2001年人口683，人口密度每平方公里190.25人。